# Ignacio Romo Porchas
Ignacio Romo Porchas fue un jugador de baloncesto profesional, nacido en Guaymas, el 17 de julio de 1924. Romo jugó para la selección nacional de baloncesto de México en los Juegos Olímpicos de 1948 en Londres.
Falleció el 11 de marzo de 2007.